# Beaulieu (Wattrelos)
Beaulieu  is een wijk in de Franse gemeente Wattrelos in het Noorderdepartement. De wijk ligt in het oosten van de gemeente, nabij de Belgische grens.

## Geschiedenis
Op de 18de-eeuwse Cassinikaart staat de plaats al aangeduid als Beaulieu. In 1910 werd hier een kerk opgetrokken, de Église Notre-Dame du Bon Conseil. In het begin van de 21ste eeuw werd de kerk buiten gebruik genomen en verkocht en werd beslist deze af te breken.

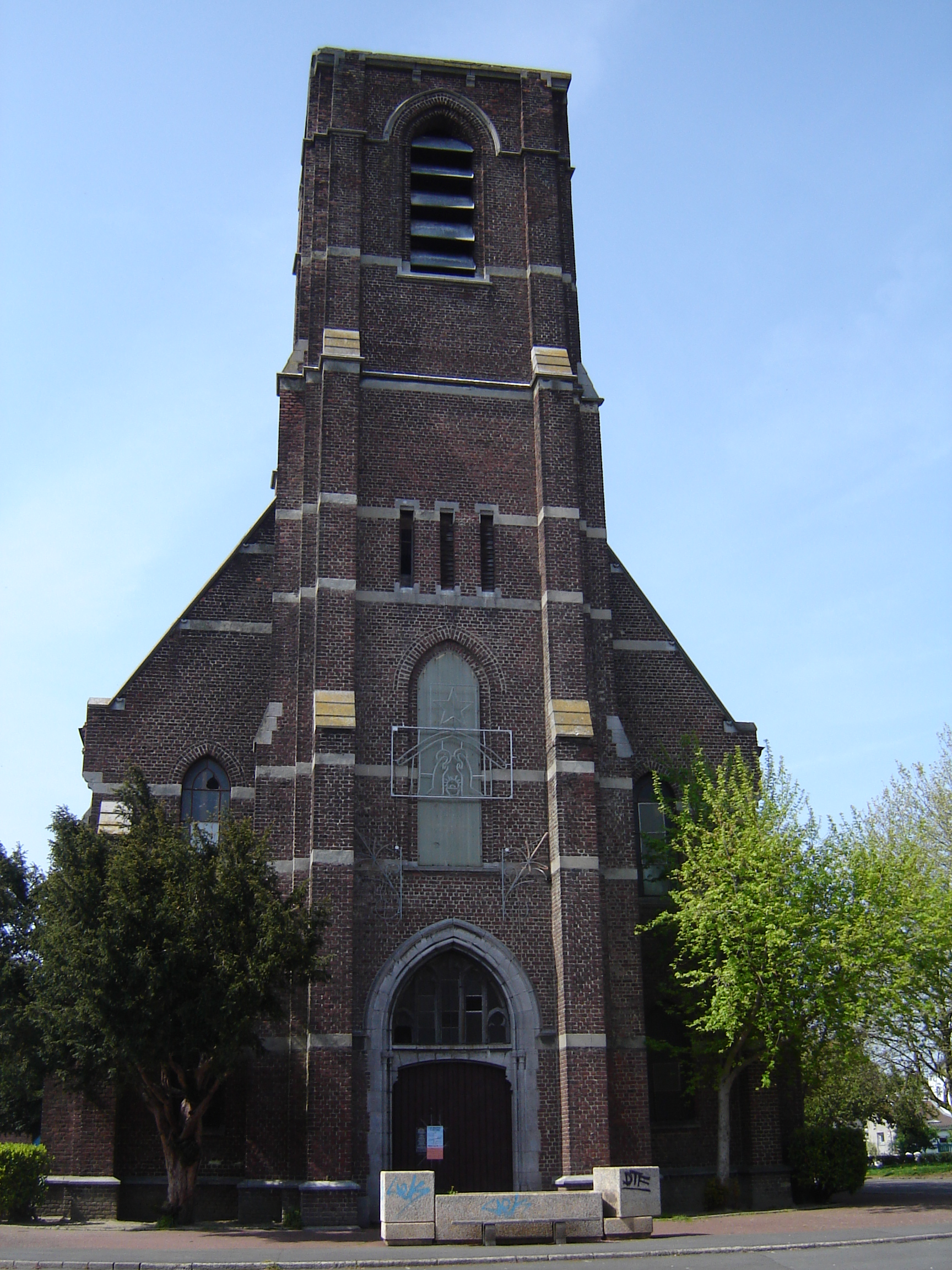
Eglise Notre-Dame du Bon Conseil (2008)

La Baillerie · Bas Chemin · Beaulieu · La Boutillerie · Le Crétinier · Gauquier · Martinoire · La Mousserie · Plouys · Saint-Liévin · Sapin Vert · Le Sartel

Lijst van Franse gemeenten · Arrondissement Rijsel · Noorderdepartement · Hauts-de-France